# Conhecimento tácito
Conhecimento tácito é aquele que a pessoa adquiriu ao longo da vida, pela experiência. Geralmente é difícil de ser formalizado ou explicado a outra pessoa, pois é subjetivo e inerente às habilidades de uma pessoa. A palavra "tácito" vem do latim tacitus, que significa "que cala, silencioso", aplicando-se a algo que não pode ou não precisa ser falado ou expresso por palavras. É subentendido ou implícito.
Uma das referências teóricas para a noção de conhecimento tácito é Michael Polanyi (1891–1976). Esse filósofo ajudou a aprofundar a contribuição do saber tácito para a gênese de uma nova compreensão social e científica da pesquisa. Este autor também estudou sua relevância para os educadores.
Para Polanyi, o conhecimento tácito é:
| “ | espontâneo, intuitivo, experimental, conhecimento cotidiano, do tipo revelado pela criança que faz um bom jogo de basquetebol, (…) ou que toca ritmos complicados no tambor, apesar de não saber fazer operações aritméticas elementares. Tal como uma pessoa que sabe fazer trocos mas não sabe somar os números. Se o professor quiser familiarizar-se com este tipo de saber, tem de lhe prestar atenção, ser curioso, ouvi-lo, surpreender-se, e atuar como uma espécie de detetive que procura descobrir as razões que levam as crianças a dizer certas coisas. Esse tipo de professor se esforça por ir ao encontro do aluno e entender o seu próprio processo de conhecimento, ajudando-o a articular o seu conhecimento-na-ação com o saber escolar. Este tipo de ensino é uma forma de reflexão-na-ação que exige do professor uma capacidade de individualizar, isto é, de prestar atenção a um aluno, mesmo numa turma de trinta, tendo a noção do seu grau de compreensão e das suas dificuldades. | ” |
|   | — Michael Polanyi, POLANYI, M. The Tacit Dimension. London: Routledge and Kegan Paul, 1966, p.82.. |   |

Isso se deve ao fato de lidarmos com algo subjetivo, não mensurável, não escrito, quase impossível de ser ensinado formalmente. Esse tipo de conhecimento parece ser mais valioso devido a sua difícil captura, registro e divulgação, exatamente por estar ligado ao indivíduo. É o que algumas pessoas chamam de verdadeiro conhecimento. Podemos dizer que todos nós possuímos este conhecimento, mas é difícil de explicá-lo e isto se deve à nossa experiência de vida, aos conhecimentos que adquirimos com o passar dos anos, ou seja, é um conhecimento que está dentro de nós. Possivelmente a melhor forma de transmiti-lo seja através da comunicação oral, no contato direto com as pessoas, da convivência e das interações com os grupos que participamos.
Um exemplo de conhecimento tácito é andar de bicicleta, pois trata-se de algo que é aprendido apenas a partir da experiência e tentativa, sendo desnecessário o uso de instruções escritas ou orais para aprender.
O conhecimento tácito opõe-se ao conhecimento explícito, sistematizado, que pode ser formalizado em textos, desenhos, diagramas, etc. ou guardado em bases de dados ou publicações. A palavra explícito vem do latim explicitus, particípio passado de explicáre e significa "explicado, declarado". Conhecimento tácito  e explícito se relacionam e se completam.